# Ahvenjärvi (Karesuando socken, Lappland, 760129-176257)
Ahvenjärvi är en sjö i Kiruna kommun i Lappland och ingår i Torneälvens huvudavrinningsområde. Sjön har en area på 0,139 kvadratkilometer och ligger 352 meter över havet.

## Delavrinningsområde
Ahvenjärvi ingår i det delavrinningsområde (760741-176313) som SMHI kallar för Inloppet i Mannajärvi. Medelhöjden är 352 meter över havet och ytan är 44,19 kvadratkilometer. Räknas de 25 avrinningsområdena uppströms in blir den ackumulerade arean 434,85 kvadratkilometer. Idijoki (Jierijoki) som avvattnar avrinningsområdet har biflödesordning 3, vilket innebär att vattnet flödar genom totalt 3 vattendrag innan det når havet efter 434 kilometer. Avrinningsområdet består mestadels av skog (54 procent) och sankmarker (39 procent). Avrinningsområdet har 2,9 kvadratkilometer vattenytor vilket ger det en sjöprocent på 6,6 procent.